# Le Restaurant de l'amour retrouvé
Le Restaurant de l'amour retrouvé (titre original : Shokudô Katatsumuri) est un succès d'édition japonais écrit par Ito Ogawa en 2008.

## Résumé
Après une rupture brutale, une jeune cuisinière de vingt-cinq ans, Rinco, constate un mutisme soudain. Le cœur brisé, sans le sou, elle est contrainte de retourner chez sa mère, dans une campagne japonaise délaissée.
Sa mère, Ruriko, est une femme excentrique, ayant appelé son cochon apprivoisé Hermès. Rinco redécouvre le paysage de son enfance, les voisins, les commerces, dont une grande partie avait disparu, et PapyHibou, un oiseau ayant trouvé refuge dans le grenier au-dessus de la chambre de Rinco. Ruriko, dirigeante d'un bar nommé Amour, n'a pas la meilleure des relations avec sa fille. Néanmoins, Rinco parvient à la convaincre de monter un restaurant, L'Escargot, qui sera entièrement géré par la jeune femme.
L'Escargot est un petit restaurant accueillant un client à la fois. La règle est simple : il faut prendre rendez-vous et accepter un entretien avec Rinco avant le dîner, afin qu'elle puisse faire un repas sur mesure. À la surprise des clients, comme Kuma ou « la Favorite », la cuisine qui est préparée par Rinco les rend profondément heureux. Elle les répare.
Pour cela, Rinco part à la recherche d'une agriculture raisonnée, biologique, et n'hésite pas à s'inspirer des cuisines étrangères. Néanmoins, l'effet de bien-être des clients, bien qu'efficace, ne plaît pas à tout le monde. Dans la petite campagne où elle se trouve, Rinco est une concurrente gênante. Le propriétaire du seul autre restaurant local la dénonce sans raison aux services d'hygiène. Ceux-ci ne trouvent pas de raison de fermer l'Escargot, mais Rinco comprend que l'économie locale est suffisamment fragile pour déstabiliser sa compétition malgré le peu de couverts qu'elle sert. 
En parallèle, Rinco apprend à connaître et vivre avec sa mère Ruriko. Elle n'apprécie pas son amant, qu'elle surnomme Neocon, et la vie fantasque que semble mener sa mère. Elle pense d'ailleurs être le fruit d'un adultère, ne connaissant pas son père. Mais, lors d'une soirée, elle apprend que sa mère n'a jamais cessé de se préserver pour son premier amour, Shûichi, mais qu'ils ont perdu contact quand ils étaient jeunes. Une nuit, Ruriko confie à sa fille qu'elle est atteinte d'un cancer violent.  
Comme un miracle, Ruriko reprend contact peu de temps après avec Shûichi. Ce dernier est lui aussi resté célibataire et ne tarde pas à lui demander sa main. Comme les jours lui sont comptés, Ruriko souhaite organiser une grande réception pour son mariage. Elle demande à Rinco de préparer les repas, celle-ci accepte. Mais Ruriko a une requête très spéciale : elle souhaite qu'Hermès, son cochon apprivoisé, soit le repas de mariage. 
Rinco décide alors de préparer le cochon qu'elle avait commencé à apprécier du début à la fin : le tuer elle-même, le préparer elle-même, le cuisiner elle-même et finalement le manger avec sa mère, son beau-père et tous les invités lors du mariage. Rien n'est perdu : de la tête à la queue en passant par les pattes et les abats, tout est utilisé pour le repas. Alors que Rinco finalise enfin ses préparations, un soir, Ruriko vient la voir, l'appelle pour la première fois par son prénom, et lui demande de lui dire quelque chose. Mais la jeune femme, le cœur toujours brisé, en est toujours incapable. 
La cérémonie a lieu, mais Ruriko meurt rapidement après. Le cœur un peu plus brisé par la solitude, Rinco s'adonne néanmoins à sa mission : exaucer la dernière volonté de sa mère. Elle part alors distribuer aux amis la viande d'Hermès mise de côté spécifiquement pour l'occasion. Elle repense régulièrement, avec regret, au soir où sa mère lui avait demandé de parler. C'est alors que PapyHibou cesse de hululer. Inquiète d'être complètement seule, elle monte dans le grenier voir si le vieux hibou est parti ou décédé. Elle découvre un jouet mécanique mimant le chant de l'oiseau, et une lettre de sa mère qui expose ses regrets par rapport à leur relation. Celle-ci avait mal tourné malgré l'amour qu'elle avait pour Rinco. Dans son message, Ruriko encourage sa fille à continuer son restaurant et lui donne quelques directions pour l'aider à aller de l'avant.  
Se négligeant un peu plus, Rinco est un jour surprise par un pigeon qui s'est tué contre une vitre de la maison. Alors qu'elle s'apprête à enterrer l'oiseau, elle se souvient de quelques mots de sa mère, qui détestait l'idée qu'une vie puisse s'arrêter en vain. Alors Rinco cuisine l'oiseau, cette fois-ci, pour elle-même. Alors qu'elle pousse un soupir de satisfaction bruyant, Rinco s'aperçoit que sa voix est revenue.

## Critiques
En France, le livre a été bien reçu par la critique. Il fait l'objet d'articles positifs dans un certain nombre de médias, comme le quotidien 20 Minutes et le magazine Psychologie Magazine. Il est aussi présenté par d'autres médias en ligne, comme le magazine littéraire ActuaLitté ou encore Zoom Japon.
Le roman est salué pour ses qualités de livre « feel-good » autour de la gastronomie japonaise.

## Adaptations
- Shokudo katatsumuri, Mai Tominaga, 2010 ; avec Kyoko Enami et Hikari Mitsushima[5].

## Mention
Le roman a été mentionné dans le roman Et l'amour continue… de Joffrey Gabriel, publié en 2020 aux Éditions Les Nouveaux Auteurs.